# James Michael Tyler
James Michael Tyler (Greenwood (Mississippi), 28 mei 1962 – Los Angeles, 24 oktober 2021) was een Amerikaans acteur die vooral bekend werd door zijn rol als Gunther in de televisieserie Friends.

## Levensloop
Tyler werd als jongste van vijf kinderen geboren in Greenwood en is vernoemd naar zijn oom. Toen hij 10 jaar oud was stierf zijn vader, een voormalige kapitein van de USAF, en toen hij 11 jaar oud was stierf zijn moeder. Op 12-jarige leeftijd verhuisde Tyler naar Anderson in South Carolina om bij zijn zus te wonen.
Hij studeerde af aan Anderson College (nu Anderson University) met een tweejarige graad in 1982 en Clemson University met een graad in geologie in 1984. Tijdens zijn tijd bij Clemson was hij lid van studententheatergroep de Clemson Players. Deze ervaring wekte zijn interesse om acteur te worden. Hij behaalde zijn Master of Fine Arts-graad aan de Universiteit van Georgia in 1987.
Hij speelde in 185 afleveringen, verspreid over alle 10 seizoenen, in Friends. In de serie speelde hij een barman die verliefd is op Rachel. In het begin werd zijn naam in de serie nooit genoemd, en voor de regie heette hij 'the guy from the coffee house'. Pas later in de serie kreeg hij de naam Gunther. Zijn liefde voor Rachel werd nooit beantwoord.
Tyler maakte in juni 2021 bekend sinds 2018 te lijden aan prostaatkanker en dat de ziekte was overgeslagen naar zijn botten. Tyler overleed op 24 oktober 2021 als gevolg hiervan.

## Filmografie
- The Disturbance at Dinner (1998)
- Foreign Correspondents (1999)
- Motel Blue (1999)
- Just Shoot Me! (2000)
- Sabrina, the Teenage Witch (2001)
- Scrubs (2005)

## Trivia
- Hij kreeg de rol van Gunther in Friends omdat hij, op het moment dat er bij de opnamen een barkeeper nodig was, de enige figurant was die met de cappuccinomachine overweg kon.

- Dat hij in Friends steeds te zien is met gebleekt blond haar komt doordat een kennis van hem, een leerling kapper, de dag voor de auditie met zijn haar had geëxperimenteerd. Het beviel de producer zo goed, dat het gedurende de hele serie zo moest blijven.
- Gunther spreekt in de aflevering The One with the Stain Nederlands. Hij zegt onder andere tegen Ross: Jij bent een ezel en Jij hebt seks met ezels. Dit uit woede omdat Ross een relatie met Rachel had en hij niet.